# Netelia
Netelia is een geslacht van insecten uit de orde vliesvleugeligen (Hymenoptera) en de familie Ichneumonidae.

## Soorten
- N. ahngeri (Kokujev, 1906)
- N. alpina (Rudow, 1886)
- N. arabs (Strand, 1911)
- N. atlantor Aubert, 1971
- N. caucasica (Kokujev, 1899)
- N. contiguator Delrio, 1975
- N. cristata (Thomson, 1888)
- N. denticulator Aubert, 1969
- N. dilatata (Thomson, 1888)
- N. elevator Aubert, 1971
- N. frankii (Brauns, 1889)
- N. fulvator Delrio, 1971
- N. fuscicornis (Holmgren, 1860)
- N. incognitor Delrio, 1971
- N. infractor Delrio, 1971
- N. japonica (Uchida, 1928)
- N. krishtali Tolkanitz, 1971
- N. latungula (Thomson, 1888)
- N. lineolata (Costa, 1883)
- N. longipes (Brauns, 1889)
- N. maculiventris (Kokujev, 1915)
- N. melanura (Thomson, 1888)
- N. meridionator Aubert, 1960
- N. millieratae (Kriechbaumer, 1897)
- N. nervulator Aubert, 1971
- N. nigricans (Kriechbaumer, 1898)
- N. nigricarpus (Thomson, 1888)
- N. nomas (Kokujev, 1899)
- N. ocellaris (Thomson, 1888)
- N. opacula (Thomson, 1888)
- N. ornata (van Vollenhoven, 1873)
- N. pallescens (Schmiedeknecht, 1910)
- N. paramelanura Tolkanitz, 1981
- N. parvula (Meyer, 1927)
- N. pharaonum (Schmiedeknecht, 1910)
- N. praevalvator Delrio, 1971
- N. punctator Delrio, 1971
- N. rufescens (Tosquinet, 1896)
- N. semenowi (Kokujev, 1899)
- N. silantjewi (Kokujev, 1899)
- N. tarsatus (Brischke, 1880)
- N. terebrator (Ulbricht, 1922)
- N. testacea (Gravenhorst, 1829)
- N. thomsonii (Brauns, 1889)
- N. vinulae (Scopoli, 1763)
- N. virgata (Geoffroy, 1785)